# Эстансия-Велья
Эстансия-Велья (порт. Estância Velha) — муниципалитет в Бразилии, входит в штат Риу-Гранди-ду-Сул. Составная часть мезорегиона Агломерация Порту-Алегри. Входит в экономико-статистический микрорегион Порту-Алегри. Население составляет 40 263 человека на 2006 год. Занимает площадь 52,378 км². Плотность населения — 768,7 чел./км².
Праздник города — 8 сентября.

## История
Город основан 9 августа 1959 года.

## Статистика
- Валовой внутренний продукт на 2003 год составляет 563 088 368,00 реалов (данные: Бразильский институт географии и статистики).
- Валовой внутренний продукт на душу населения на 2003 год составляет 14 853,29 реалов (данные: Бразильский институт географии и статистики).
- Индекс развития человеческого потенциала на 2000 год составляет 0,808 (данные: Программа развития ООН).